# Montipora patula
Montipora patula is een rifkoralensoort uit de familie van de Acroporidae. De wetenschappelijke naam van de soort werd in 1869 voor het eerst geldig gepubliceerd door Addison Emery Verrill.